# Francisco Pi y Arsuaga
Francisco Pi y Arsuaga (Madrid, 1866-Madrid, 19 de marzo de 1912) fue un dramaturgo, publicista y político español, diputado a Cortes durante la Restauración.

## Biografía

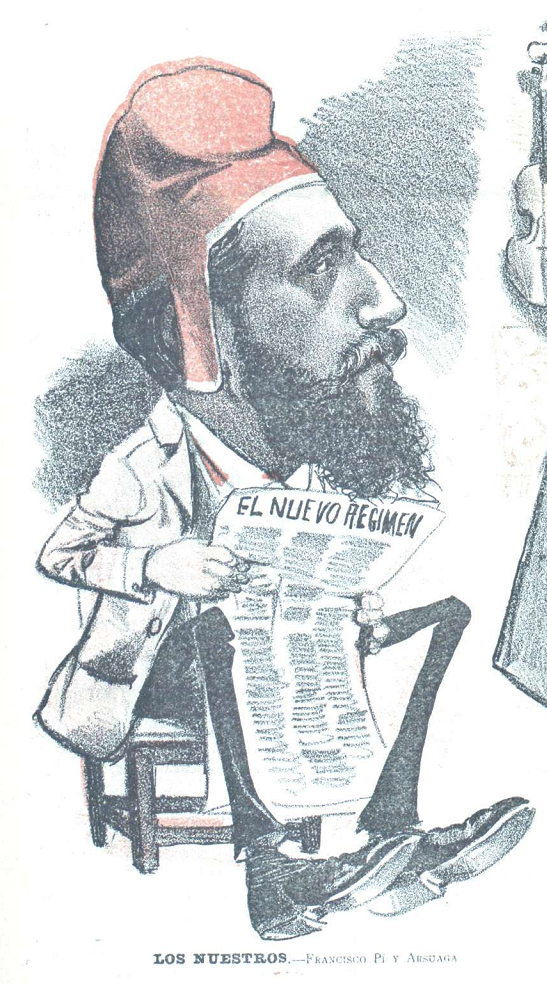
Caricaturizado en Don Quijote (1902)

Nacido en Madrid en 1866, era hijo del político republicano federalista Francisco Pi y Margall y hermano de Joaquín. De joven escribió dramas y colaboró con su padre en la obra Historia de España en el Siglo XIX (1902), sobre el Sexenio Democrático. También colaboró en La Revista Blanca.
A la muerte de su padre le sucedió como jefe del Partido Republicano Democrático Federal y gracias a sus buenas relaciones con los círculos republicanos y obreristas de Barcelona fue elegido diputado al Congreso por Sabadell en las elecciones generales de 1903 y 1905. En las elecciones generales de 1907 apoyó a Solidaridad Catalana y fue elegido diputado de nuevo por Sabadell.
En 1908 propuso una enmienda al proyecto de la Ley de Régimen de Administración Local, en la que se pretendía que se otorgara el derecho a voto a las mujeres emancipadas, mayores de edad y cabezas de familia; la enmienda, recibida como una propuesta revolucionaria, no salió adelante. Causaría baja como diputado por renuncia a finales de 1908.
En las elecciones de 1910 fue elegido diputado por Madrid y nombrado secretario cuarto del Congreso de los Diputados.
Falleció en Madrid el 19 de marzo de 1912. Su escaño fue ocupado por Roberto Castrovido.

## Obras
- El balcón : capricho dramático en un acto y en prosa
- Nerón : monólogo histórico en verso
- La tragedia de Sagunto
- La viuda de Don Rodrigo
- Pájaros y flores
- Preludios de lucha (1905)
- Dinamita cerebral. Los cuentos anarquistas más famosos (1913)